# Patricia Janečková
Patricia Burda Janečková (Münchberg, 18 juni 1998 – Ostrava, 1 oktober 2023) was een Duits-Tsjechisch-Slowaaks sopraan. In november 2010 werd ze bekend als winnares van het Tsjechisch-Slowaakse televisieprogramma Talentmania en verkreeg ze internationale erkenning doordat CNN de uitzending uitzond.

## Levensloop
Janečková werd geboren in Münchberg. Haar ouders waren van Slowaakse afkomst. Kort na haar geboorte verhuisde ze met haar ouders naar de Tsjechische stad Ostrava. Janečková begon op haar vierde met zingen. Na de basisschool volgde ze een zangopleiding aan het Janáčekconservatorium Ostrava.

## Carrière
Janečková's eerste optreden vond in 2010 plaats in het Antonín Dvořáktheater, met begeleiding van het Janáček Filharmonisch Orkest. Na het optreden schreef ze zich in voor het Tsjechisch-Slowaakse televisieprogramma Talentmania. Ze was op dat moment twaalf jaar oud, waardoor ze een van de jongste deelnemers was, en won de competitie met één miljoen stemmen. Een jaar later, in 2011, bracht ze haar debuutalbum uit.
In 2014 won Janečková de internationale zangcompetitie Concorso Internazionale di Musica Sacra in Rome. Hierna volgde ze zangles van de Tsjechische sopraan Eva Dřízgová-Jirušová, maar bleef ze ook optredens verzorgen.
In 2017 speelde ze de rol van Galatea in Händels Acis and Galatea, tezamen met het Collegium Marianum, op het Janáček Muziekfestival. In 2022 bracht Janečková een kerstalbum uit met de Tsjechische hoboïst Vilém Veverka.

## Privéleven
In juni 2023 trouwde Janečková met acteur Vlastimil Burda.

### Overlijden
Op 10 februari 2022 schreef Janečková op haar Instagrampagina de diagnose borstkanker te hebben gekregen en haar carrière voor onbepaalde tijd op een laag pitje te zetten. In januari 2023 werd door het Tsjechische radiostation Radio Čas een inzamelactie georganiseerd voor Janečková's behandeling. De actie werd ondersteund door onder meer de artiesten/bands Čechomor, Martina en Lukáš Vlček, Hana Fialová en Tomáš Krpec. De behandeling leek in eerste instantie succes te hebben, waardoor Janečková weer optredens kon geven, maar op 1 oktober dat jaar overleed ze alsnog aan haar ziekte.

## Discografie
| Jaar | Titel              | Opmerkingen       |
| ---- | ------------------ | ----------------- |
| 2011 | Patricia Janečková |                   |
| 2022 | Christmas Album    | met Vilém Veverka |